# Thielitz
Thielitz ist ein Ortsteil der Gemeinde Soltendieck in der Samtgemeinde Aue im niedersächsischen Landkreis Uelzen.

## Geografie und Verkehrsanbindung
Der Ort liegt südöstlich des Kernortes Soltendieck und östlich des Kernortes Bad Bodenteich.
Durch den Ort verläuft der Thielitzer Graben. Das Naturschutzgebiet Zwergbirkenmoor bei Schafwedel liegt südwestlich des Ortes.
Nördlich verläuft die B 71. 
Die Landesgrenze zu Sachsen-Anhalt verläuft südlich. Nachbarort in Sachsen-Anhalt ist die Gemeinde Dähre im Altmarkkreis Salzwedel.